# Маньтоу
Маньто́у — блюдо китайской кухни, мягкая белая паровая булочка, популярная в Северном Китае. Маньтоу являются старинным северокитайским блюдом, которое связано как со старинными легендами о полководце Чжугэ Ляне, так и с историей происхождения многих разновидностей пельменных изделий (дамплингов), в особенности таких, как центральноазиатские манты. 

## Легенда
Популярная китайская легенда гласит, что название «маньтоу» произошло от похожего по звучанию слова, буквально означающего «голова варвара».
Согласно легенде, в эпоху Троецарствия (220–280 гг. н. э.), полководец Чжугэ Лян, первый министр царства Шу, возглавил армию Шу в походе против  народов «Наньмань» («южных варваров») на южных границах Шу, то есть дело происходило на территории современной китайской провинции Юньнань или на современной границе Китая и Мьянмы.
Одержав победу над «наньманами», Чжугэ Лян повел армию обратно в Шу, но путь ему преградила быстрая река, через которую не удавалось организовать переправу. Местный (в китайской терминологии «варварский») вождь сообщил Чжугэ Ляну, что в старые времена, варвары, чтобы с армией перейти реку, приносили в жертву 50 человек и бросали их головы в воду, чтобы умилостивить речное божество, которое позволило бы  им совершить переправу. Поскольку Чжугэ Лян не хотел, чтобы кто-то из его людей погиб, он приказал зарезать домашний скот, который привела с собой армия, а мясом наполнить булочки, имеющие форму, отдалённо напоминающую человеческие головы (округлые сверху, с плоским основанием). Затем булочки бросили в реку. После этого армия смогла успешно переправиться, а Чжугэ Лян назвал своё изобретение «голова варвара», что по-китайски звучит похоже на слово «маньтоу». Другая версия этой легенды также описывает южный поход Чжугэ Ляна, но утверждает, что он просто приказал кормить своих солдат, заболевших диареей и другими болезнями в болотистой местности, паровыми булочками с мясной или сладкой начинкой.

## Описание и история

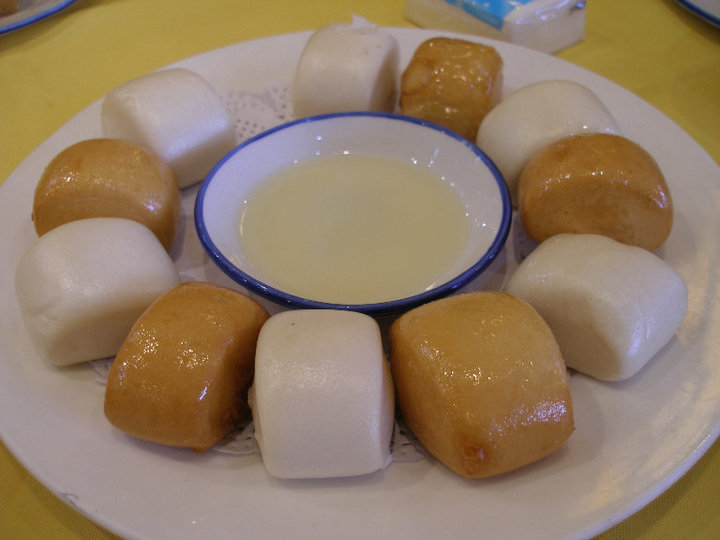
Обжаренные во фритюре десертные маньтоу со сгущённым молоком.

Исторически маньтоу являлись одним из основных продуктов питания в северных частях Китая, где выращивают пшеницу, а не рис. Маньтоу делаются из пшеничной муки, воды и разрыхлителей. По размеру и текстуре маньтоу варьируются от крошечных, очень мягких булочек, подаваемых в дорогих ресторанах, до крупных (более 15 сантиметров), плотных и твёрдых хлебобулочных изделий, служащих пищей рабочему или крестьянину. Поскольку чистая белая пшеничная мука, подвергшаяся более интенсивной очистке, когда-то была значительно дороже, чем мука с примесями, маньтоу из белой муки считались дорогим продуктом в доиндустриальном Китае.

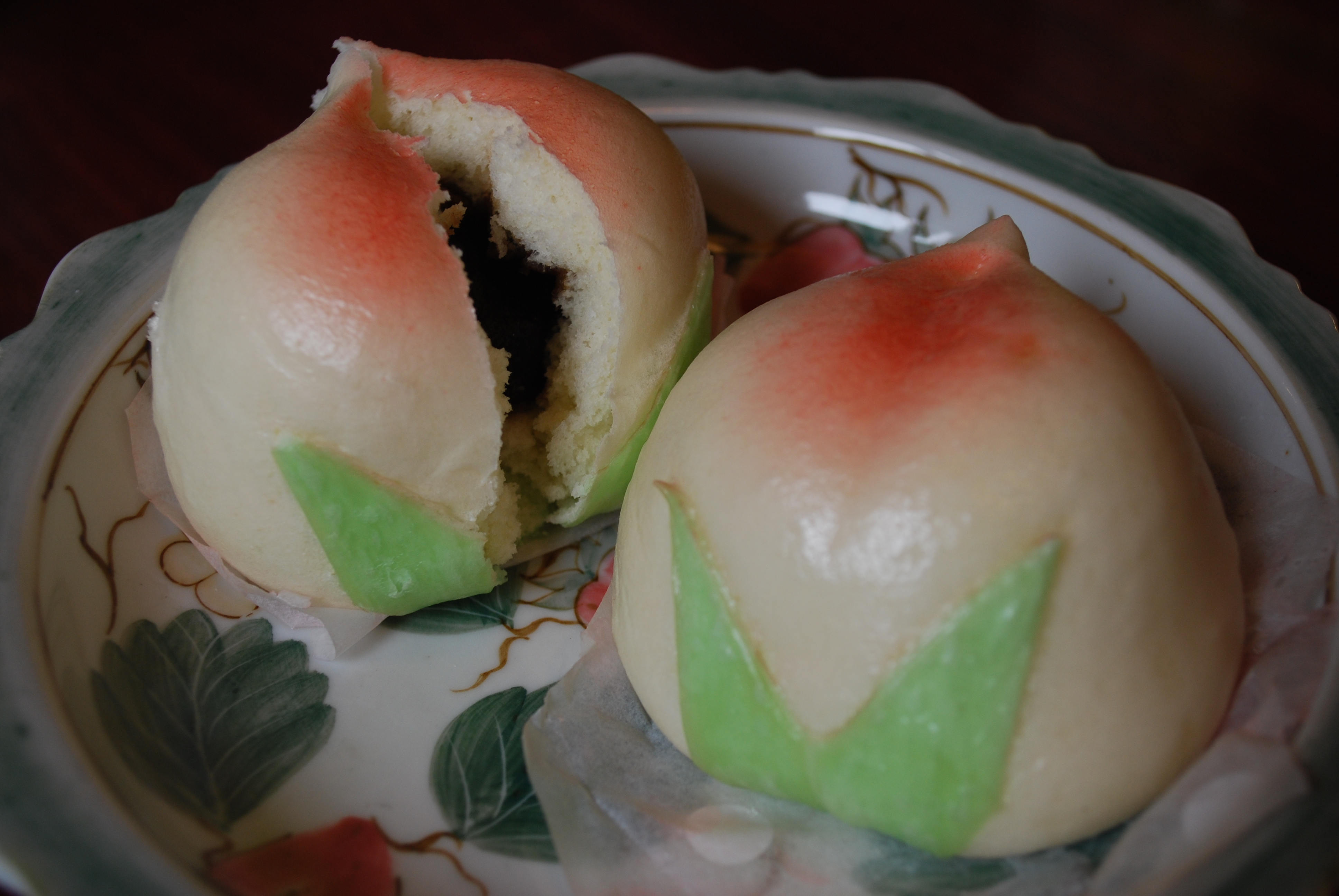
Маньтоу в форме персика, поданные в китайском ресторане в Японии, с начинкой из пасты из сладких бобов адзуки.

Традиционно маньтоу из грубой муки, лепёшки бинг и пшеничная лапша были основными источниками углеводов в северо-китайской кухне, заменявшими рис, использовавшийся на юге. На юге Китая маньтоу тоже известны, но там они используются как уличный фастфуд или ресторанное блюдо, а не как основной продукт питания. 
В некоторых случаях маньтоу могут использоваться в качестве десерта. В этом случае их  дополнительно обжаривают во фритюре и затем едят, обмакивая в сгущённое молоко. В современные маньтоу могут добавлять сахар, а также различные ароматизаторы и красители. 
Сегодня маньтоу часто продают предварительно приготовленными в отделе замороженных продуктов азиатских супермаркетов, готовыми к быстрому приготовлению путем пропаривания или нагревания в микроволновой печи.
Похожее блюдо китайской кухни, но содержащее внутри начинку, известно под названием баоцзы. Тем не менее, в некоторых регионах Китая паровые булочки с начинкой также могут называть «маньтоу». Это связано с тем, что до династии Сун (960–1279) слово «маньтоу» означало как булочки с начинкой, так и булочки без начинки. Термин «баоцзы» возник во времена династии Сун для обозначения исключительно булочек с начинкой.
Маньтоу являются одним из старейших блюд Китая. Паровые булочки или лепёшки, называемые маньтоу (однако, форма их неизвестна), упоминает китайский писатель Шу Син в 300 году нашей эры, однако не исключено, что они были хорошо известны уже во времена империи Цин (ок. 300 года до нашей эры, то есть на 600 лет ранее). Считается, что монголы и другие кочевники, познакомились с маньтоу с начинкой (баоцзы) во время своих набегов на Китай, после чего они стали прототипом таких блюд, как тюркские манты и монгольские и бурятские буузы (позы). Сходное происхождение имеют корейские манду и тибетские момо, причем в их названиях, как и в названии тюркских мант, прослеживается старое китайское название таких булочек: не «баоцзы» (сродни «буузы») а «мантоу». Наконец, в японской кухне мантоу стали предками мандзю — сладких паровых булочек, которые, по одной из легенд, были привезены в Японию в 1341 году японским послом в Китае.

## «Наследники» маньтоу

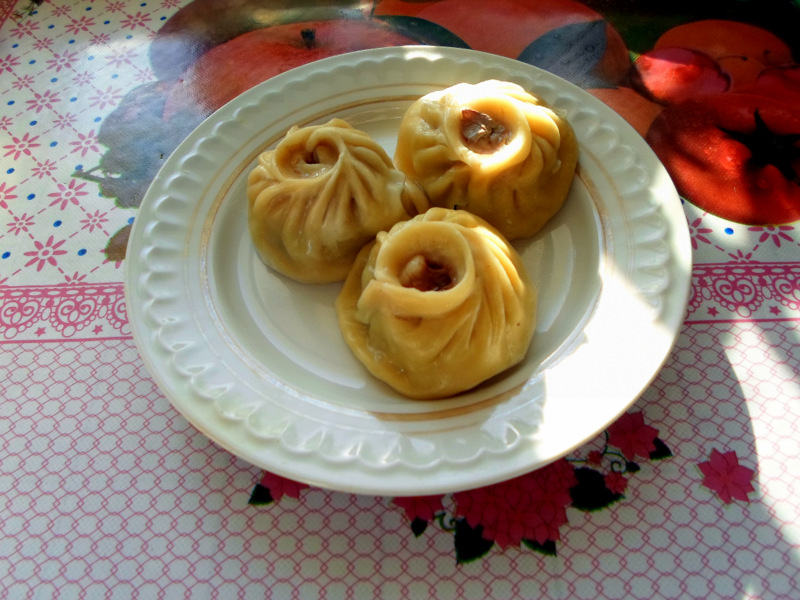
Бурятские буузы
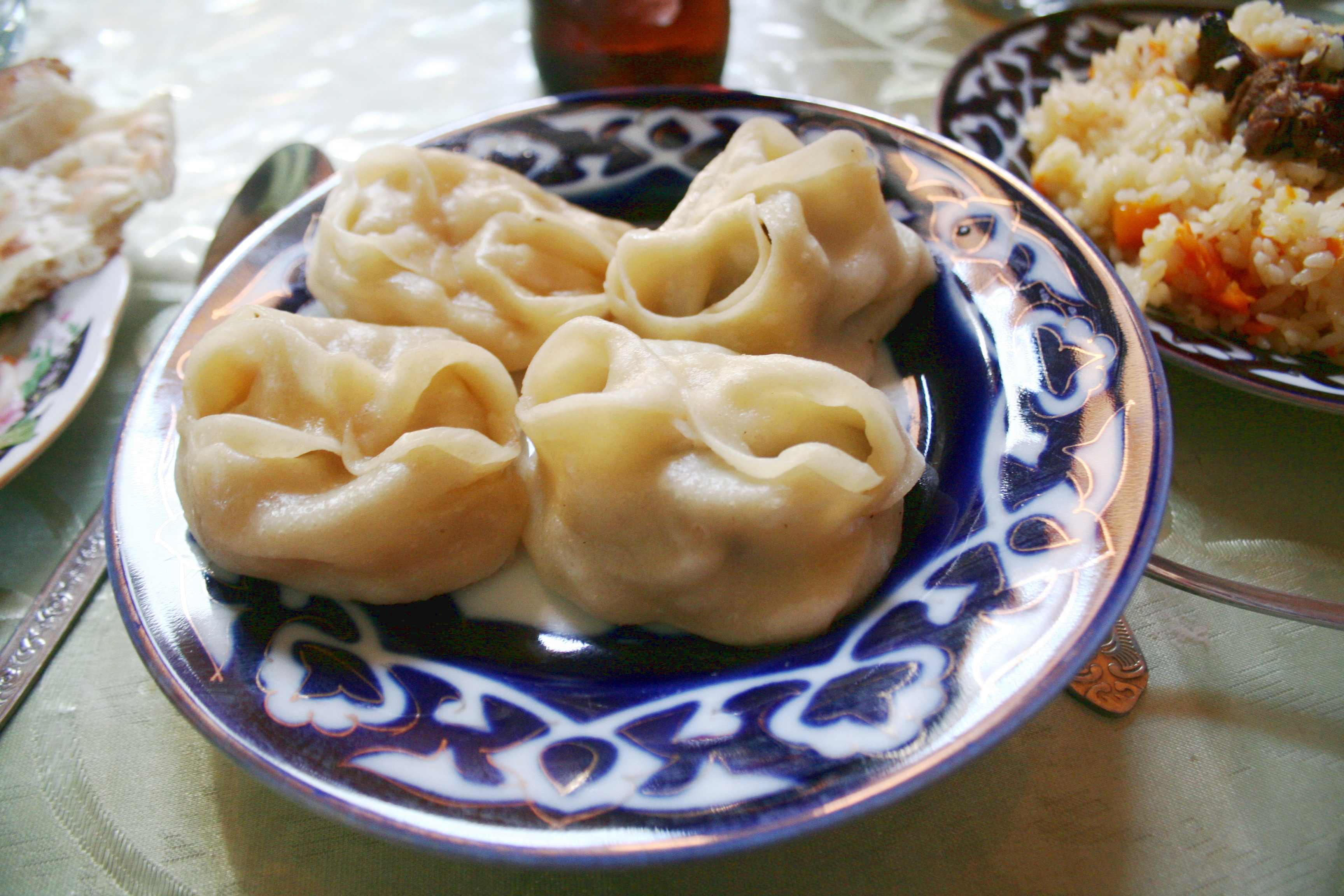
Узбекские манты
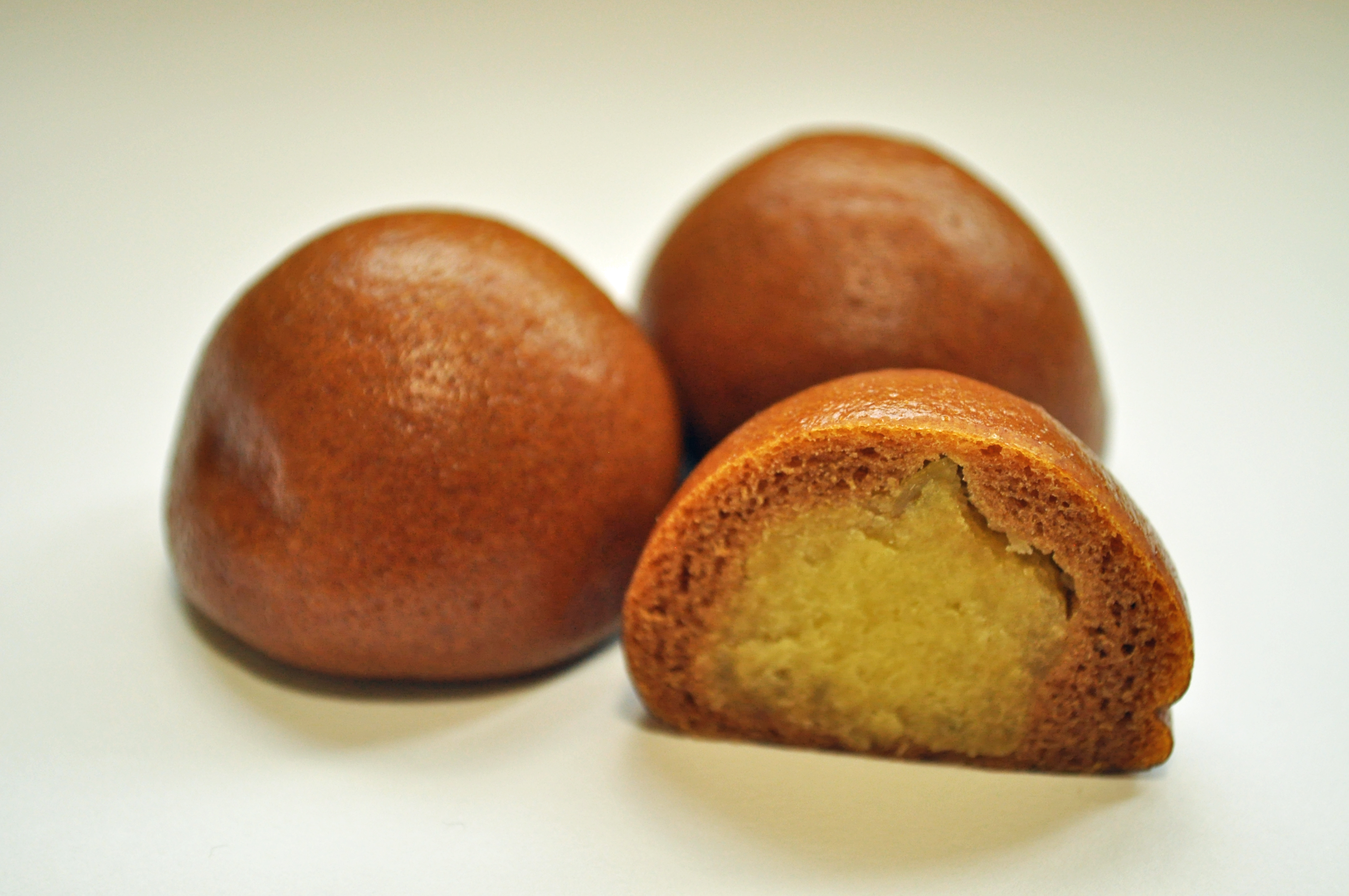
Японские мандзю
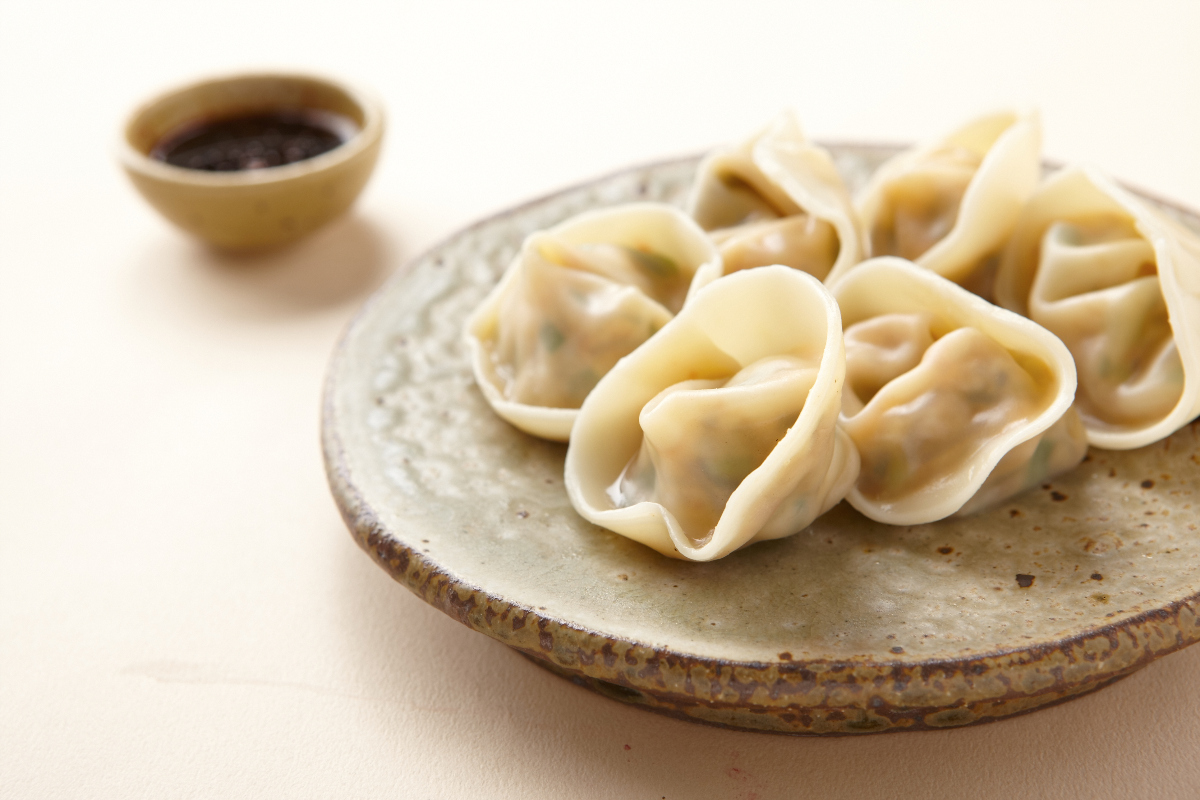
Корейские манду
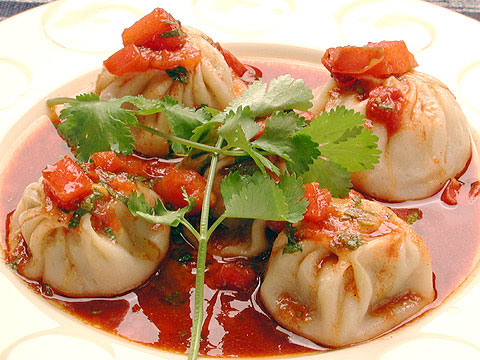
Тибетские момо